# Rolls-Royce Griffon
Роллс-Ройс Грифон (англ. Rolls-Royce Griffon) – семейство британских 12-цилиндровых V-образных авиационных двигателей жидкостного охлаждения с рабочим объёмом 36,7 л, строившихся фирмой Rolls-Royce Limited. В соответствии с принятой на фирме системой наименований, двигатель получил имя хищной птицы – белоголового сипа.
Работы стартовали в 1938 г. в ответ на запрос Воздушных сил флота на разработку нового мощного мотора для перспективных самолётов, таких как Fairey Firefly. В 1939 г. было решено, что двигатель может быть приспособлен для использований на истребителе Spitfire. Разработка была приостановлена с целью концентрации усилий на доводке Merlin и Vulture, и производство не начиналось до начала 1940 г.
Griffon оставался в производстве до 1955 г., став, таким образом, последним 12-цилиндровым V-образным авиамотором классической конструкции, выпускавшимся фирмой Rolls-Royce. Моторы этого семейства продолжают эксплуатироваться Королевскими ВВС в Мемориальной эскадрилье Битвы за Британию; также они установлены на последнем летающем экземпляре Avro Shackleton в музее ВВС ЮАР.

## Разработка и развитие

### Происхождение
Согласно мемуарам Артура Руббры, впервые обозначение Griffon было присвоено дефорсированной версии гоночного двигателя «R», которая испытывалась в 1933 г. Мотор R11, никогда не поднимавшийся в воздух, был использован в программе «Buzzard с умеренным наддувом», не получившей дальнейшего развития и не имевшей прямого отношения к моторам Griffon 40-х гг.
В 1938 г. Воздушные силы флота обратились к фирме Rolls-Royce с запросом о возможности создания увеличенной версии Merlin. Требовался надёжный и простой в обслуживании двигатель, развивающий большую мощность на малых высотах. Начавшиеся вскоре работы шли без особых затруднений, по сравнению с Merlin, и первый из трёх прототипов Griffon I был впервые запущен 30 ноября 1939 г. Несмотря на то, что он имел одинаковый диаметр цилиндра и ход поршня с одноимённым опытным мотором 1933 г., в остальном это была совершенно новая конструкция.
Хотя Griffon разрабатывался для морских самолётов, 8 ноября 1939 г. представитель Министерства авиации предложил установить его на Spitfire. Три недели спустя фирме Supermarine было дано разрешение на исследования в этом направлении, в результате чего 4 декабря фирмой была выпущена 'Спецификация 466'. Это решение привело к изменению расположения вспомогательных механизмов для максимального уменьшения поперечного сечения двигателя. В результате она составила всего 0,73 м2, что, при значительно большем объёме, немногим превосходит 0,70 м2 у Merlin. Переделанный двигатель был впервые запущен 26 июня 1940 г. и пошёл в производство под индексом Griffon II.
В начале 1940 г., когда впереди уже маячил призрак Битвы за Британию, работы над новым двигателем были приостановлены по приказанию министра авиационной промышленности лорда Бивербрука, и все усилия были сконцентрированы на развитии Merlin, который к тому моменту уже превзошёл по мощности ранние образцы Griffon.

### Конструкция

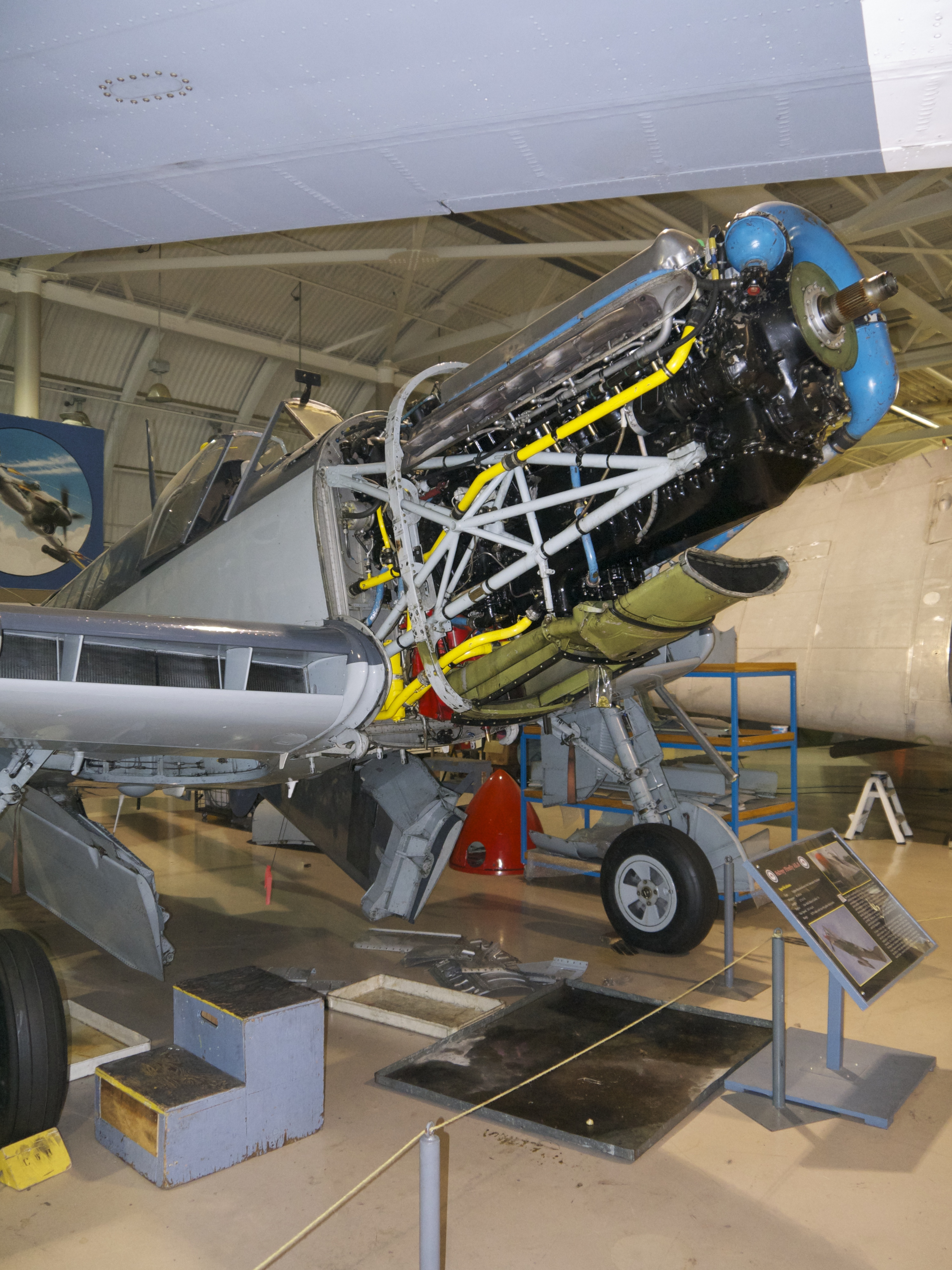
Griffon на Fairey Firefly WH632 в (2014 г.)

По сравнению с более ранними конструкциями Rolls-Royce, Griffon отличался рядом улучшений, и поэтому не слишком превосходил размерами Merlin, хотя имел на 36% больший рабочий объём.
Одним существенным отличием было объединение приводов распределительных валов и магнето с редуктором винта вместо отдельного привода на заднем конце коленчатого вала. Это позволило уменьшить длину мотора и сделало привод надёжнее и эффективнее. Привод нагнетателя также был перенесён вперёд, что потребовало длинного вала, проходившего вдоль мотора, поскольку сам нагнетатель по-прежнему располагался сзади.
На Merlin масло для смазки коленчатого вала подавалось через продольный канал в картере к коренным подшипникам, а уже затем через каналы в щеках вала – на шатунные подшипники. Таким образом, масло к шатунным подшипникам поступало уже нагретым и под меньшим давлением, нежели к коренным. На Griffon эта схема была улучшена – он был первым авиационным мотором производства Rolls-Royce, получившим полый коленчатый вал, в который масло подавалось с обоих концов. Таким образом обеспечивалась равномерная смазка коренных и шатунных подшипников.
Другим отступлением от традиционной конструкции стало применение высокоэффективного двойного магнето производства B.T.H. смонтированного сверху на кожухе редуктора винта, тогда как на более ранних моделях использовались два магнето, установленные сзади.
Начиная с Griffon 61 внедрён двухступенчатый нагнетатель и другие изменения конструкции: нагнетающий масляный насос перенесён в поддон картера, что позволило сократить до минимума число трубок снаружи двигателя. Кроме того, привод нагнетателя снова был перенесён назад.
Производство авиационных моделей Griffon было прекращено в декабре 1955 г., однако продолжался выпуск морской модификации Sea Griffon для установки на скоростные спасательные лодки, использовавшиеся Королевскими ВВС.

### Описание основных элементов конструкции (Griffon 65)

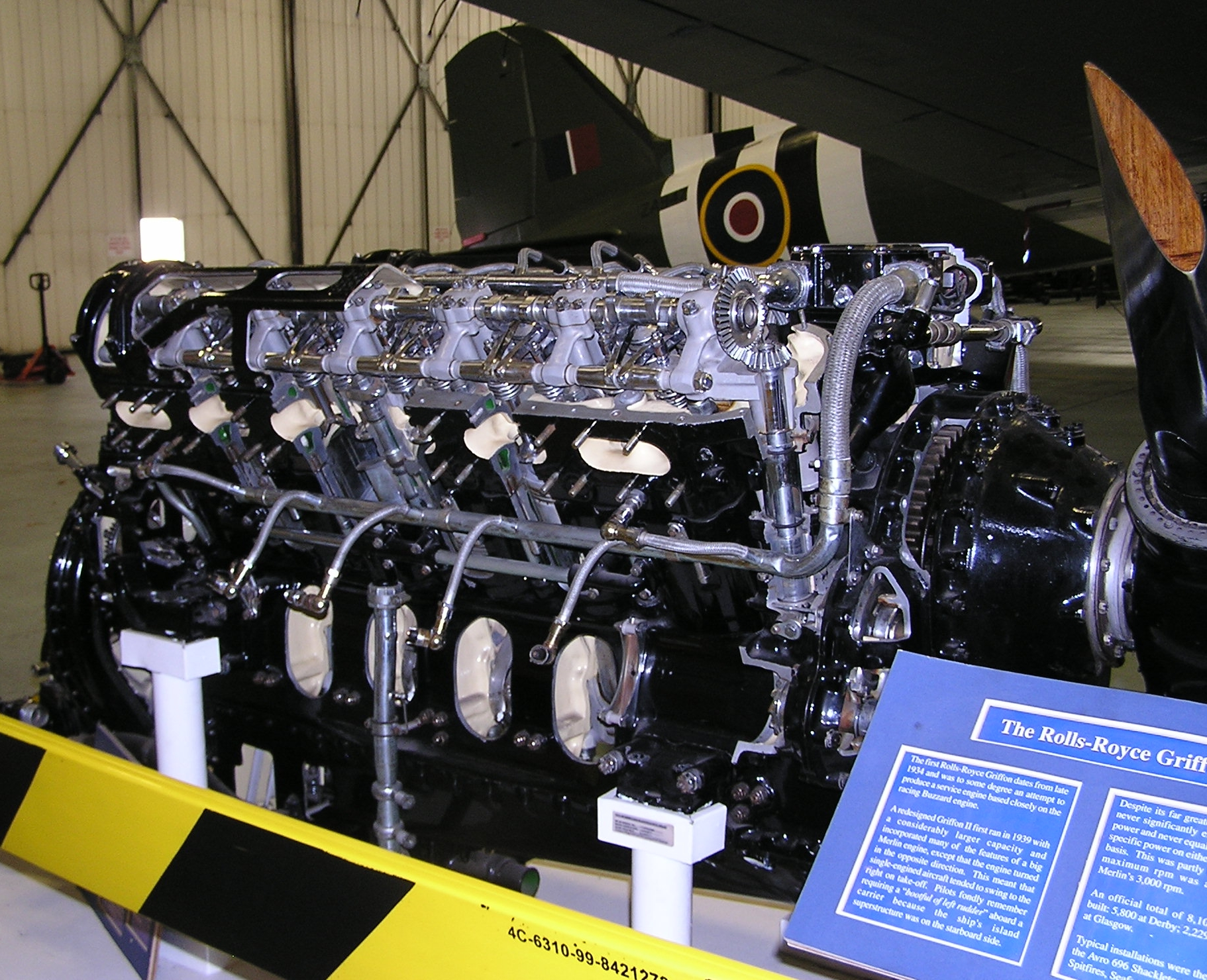
Griffon в разрезе: видны приводы распределительных валов и другие детали (, Линкольншир)

Согласно Jane's и Flight.
Цилиндры
12 цилиндров с «мокрыми» гильзами из высокоуглеродистой стали в двух отлитых из алюминиевого сплава блоках с отъёмными головками. Гильзы изнутри хромированы на глубину 63,5 мм от головки. Угол развала блоков составляет 60°. Головка блока имеет чугунные направляющие втулки впускных клапанов, втулки выпускных клапанов из фосфористой бронзы и сменные сёдла клапанов из сильхрома. Зажигание смеси обеспечивается парой свечей, расположенных друг напротив друга по краям камеры сгорания.
Поршни
Выточены из поковок гидуминиевого сплава R.R.59. Поршневые пальцы полностью плавающие, изготовлены из закалённой хромоникелевой стали. Выше пальца крепятся два компрессионных и одно маслосъёмное кольцо, ещё одно маслосъёмное кольцо расположено ниже крепления пальца.
Шатуны
С Н-образным сечением стержня, фрезерованы из поковок никелевой стали. Каждая пара состоит из простого и вильчатого шатуна. Нижняя головка вильчатого шатуна является корпусом шатунного подшипника, в который вставлен биметаллический (сталь, свинцовистая бронза) вкладыш. Верхние головки шатунов имеют плавающие втулки из фосфористой бронзы.
Коленчатый вал
Цельная деталь, выточенная из поковки азотированной никель-хром-молибденовой стали. Статически и динамически сбалансирован, имеет 7 коренных и 6 шатунных шеек. Внутренний смазочный канал, в который масло подаётся с двух сторон, обеспечивает его равномерное распределение между всеми коренными и шатунными подшипниками. «Плавающий» передний подшипник состоит из зубчатого венца, привинченного к коленчатому валу, который входит в зацепление с полуплавающим кольцом, имеющим шлицевое соединение с коротким соединительным валом. Передний конец соединительного вала, в свою очередь, имеет шлицевое соединение с ведущей шестернёй редуктора винта. Коленчатый вал, если смотреть сзади, вращается по часовой стрелке.
Картер
Собран из двух отливок из алюминиевого сплава. На верхней закреплены кожух привода нагнетателя, блоки цилиндров и часть кожуха редуктора винта; также она несёт коренные вкладыши (состоящие из двух полуколец из низкоуглеродистой стали, покрытых антифрикционным слоем свинцовистой бронзы). Нижняя образует поддон, в котором расположены масляные насосы: нагнетающий, два откачивающих, насос управления приводом нагнетателя. Там же находится насос охлаждающей жидкости, имеющий общий привод с масляными насосами.
Кожух привода нагнетателя
Представляет собой отливку из алюминиевого сплава, закреплённую сзади на картере. Кроме привода нагнетателя вмещает вспомогательные зубчатые передачи, тахометр, регулятор постоянных оборотов винта, насос интеркулера, топливный насос, образует заднюю стенку поддона картера, закрывая расположенные там насосы.
Газораспределительный механизм
В каждом цилиндре имеется по паре впускных и выпускных тарельчатых клапанов из аустенитной хромоникелевой стали «K.E.965». Штоки выпускных клапанов заполнены натрием для лучшего охлаждения. Сёдла клапанов, а также обращённая внутрь цилиндра поверхность выпускных клапанов покрыты защитным слоем хромоникелевого сплава «en:Brightray». Каждый клапан удерживается в закрытом положении парой концентрически расположенных спиральных пружин. Распределительный вал один на каждый блок (SOHC-схема), опирается на 7 подшипников и управляет 24 отдельными коромыслами: 12 закреплены на оси у внутреннего края блока и открывают выпускные клапаны, а другие 12 – на оси у внешнего края, соответственно, впускные.

### Объём двигателя, поток масс и наддув
Хотя при сравнении поршневых двигателей и оценке потенциала их развития обычно обращают внимание на рабочий объём, это не даёт полного представления о возможностях двигателя. По словам Сирила Лавси, отвечавшего за развитие линейки Merlin:

Господствует мнение, что статический объём, называемый рабочим, – это основа для сравнения потенциальной мощности различных типов двигателей, но это не так, поскольку мощность двигателя зависит только от массы воздуха, которую он способен эффективно потребить, и в этом отношении важнейшую роль играет нагнетатель.
Оригинальный текст (англ.)The impression still prevails that the static capacity known as the swept volume is the basis of comparison of the possible power output for different types of engine, but this is not the case because the output of the engine depends solely on the mass of air it can be made to consume efficiently, and in this respect the supercharger plays the most important role.

В отличие от Merlin, Griffon изначально разрабатывался с одноступенчатым нагнетателем, имеющим двухскоростной привод с гидравлическим управлением. Модели II, III, IV и VI серий были рассчитаны на максимальную мощность на малых высотах, на которых действовали морские ударные самолёты. Моторы 60-й, 70-й и 80-й серий отличались двухступенчатым наддувом и достигали максимальной мощности на малых и средних высотах. В моторах 101-й, 121-й и 130-й серий, имевших общее обозначение Griffon 3 SML, использовался двухступенчатый трёхскоростной нагнетатель. Его привод получил дополнительную пониженную передачу L.S («малого наддува») к уже имеющимся M.S и F.S (соответственно, «среднего» и «полного наддува»). Другим изменением стало увеличение диаметра обеих крыльчаток нагнетателя, что увеличивало границы высотности для каждой его скорости. Моторы 101-серии использовались с 5-лопастным винтом, 121-я и 130-я серии проектировались для использования соосных винтов противоположного вращения. В 1946 г. мотор 101-й серии был установлен на Spiteful XVI с заводским номером RB518 (фактически это был Mk.XIV, у которого заменили двигатель), и этот истребитель с полной боевой нагрузкой смог развить скорость 795 км/ч.

### Переучивание пилотов
Поскольку Griffon вращал винт в противоположном относительно Merlin направлении, это соответствующим образом отразилось на поведении одномоторных истребителей. Пилоты, пересевшие на «Спитфайры» с этим мотором, обнаружили, что на взлёте истребитель легче разворачивается вправо, чем влево. Эта тенденция проявилась ещё сильнее с появлением мощных моторов 60-й и 80-й серий с 5-лопастными винтами. Таким образом, пилоты должны были пользоваться на взлёте левым триммером, а не правым, как они привыкли до этого. Газ на взлёте следовало давать плавно, поскольку неуправляемый разворот вправо при резкой даче газа приводил к движению юзом и чрезмерному износу покрышек.
Несколько экспериментальных «Спитфайров» XIV, 21-й и 24-й серий оснащались соосными винтами противоположного вращения, не имевшими реактивного момента. «Детские болезни» сложного редуктора, необходимого для вращения подобных винтов, не позволили применить их на серийных машинах, но они получили распространение на позднейших самолётах, таких как Seafire FR. Mk 46, F и FR.47 с Griffon 87. Griffon 57 и 57A в составе универсальных винтомоторных установок с соосными винтами использовались на морском патрульном самолёте Avro Shackleton.

## Варианты

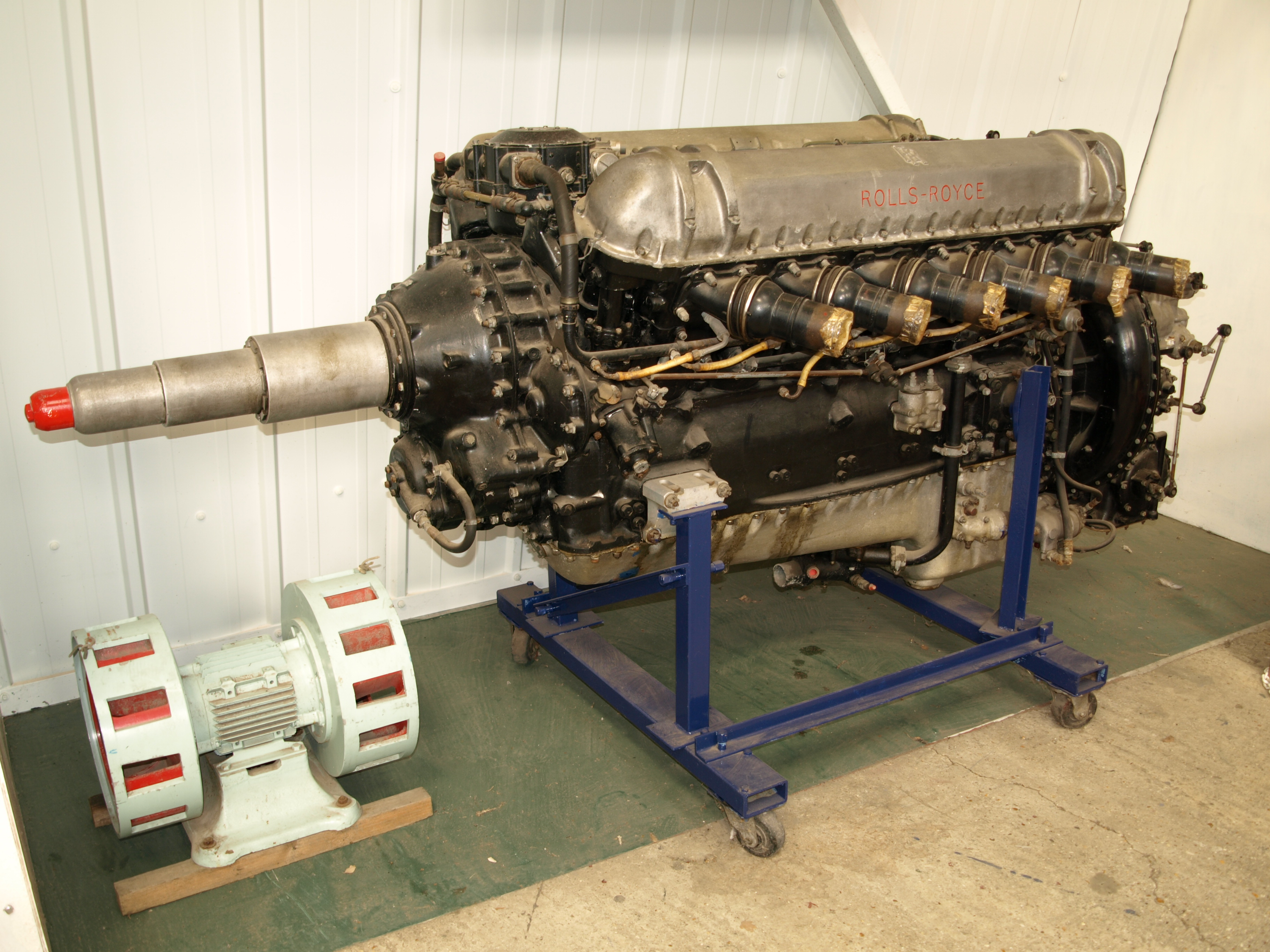
Griffon 58 в экспозиции (2008)

Линейка двигателей Griffon насчитывает около 50 различных вариантов, последним из которых стал Griffon 130. Ниже приведены характеристики наиболее распространённых моделей:
- Griffon IIB

1730 л. с. (1270 кВт) на высоте 230 м и 1490 л. с. (1100 кВт) на 4270 м; одноступенчатый двухскоростной нагнетатель с диаметром крыльчатки 254 мм и передаточным отношениям 7,85:1 и 10,68:1 на 1-й и 2-й скоростях соответственно. Использовался на Firefly Mk.I и Spitfire XII.
- Griffon VI

Форсирован по наддуву: 1850 л. с. (1360 кВт) на 610 м; диаметр крыльчатки 247,65 мм. Устанавливался на Seafire Mk.XV и Mk. XVII, Spitfire XII.
- Griffon 57 и 57A

Использовались с соосными винтами противоположного вращения. Номинальная мощность1960 л. с. (1440 кВт); на взлётном режиме (со впрыском водно-метаноловой смеси) 2345 л. с. (1725 кВт). Устанавливались на Avro Shackleton.
- Griffon 61

Внедрён двухступенчатый двухскоростной нагнетатель с интеркулером наподобие того, что установлен на Merlin 61; 2035 л. с. (1497 кВт) на 2100 м и 1820 л. с. (1340 кВт) на 6400 м; использовался на Spitfire F.Mk.XIV и Mk.21.
- Griffon 65

Отличался от Griffon 61 передаточным отношением редуктора винта. Диаметр крыльчатки первой ступени нагнетателя 340 мм, второй – 287 мм. Применялся на Spitfire F.Mk.XIV.
- Griffon 72

Увеличено давление наддува, чтобы реализовать преимущества нового топлива с октановым числом 150; 2245 л. с. (1651 кВт) на 2820 м.
- Griffon 74

Модификация Griffon 72 с непосредственным впрыском; использовался на Firefly Mk.IV.
- Griffon 83

Соосные винты; 2340 л. с. (1720 кВт) на 230 м и 2100 л. с. (1500 кВт) на 3740 м.
- Griffon 85

2375 л. с. (1747 кВт); устанавливался Spiteful Mk.XIV.
- Griffon 89

2350 л. с. (1730 кВт); устанавливался на Spiteful Mk.XV.
- Griffon 101

Номинальная мощность 2420 л. с. (1780 кВт). Получил трёхскоростной двухступенчатый нагнетатель и систему непосредственного впрыска топлива. Передаточное отношение редуктора 4,45:1. Применялся на Spiteful Mk.XVI.
- Griffon 130

Также имел трёхскоростной нагнетатель и систему впрыска топлива. Оборудован редуктором с передаточным отношением 4,44:1 для привода соосных винтов. 2420 л. с. (1780 кВт) на 1520 м на 1-й скорости нагнетателя, 2250 л. с. (1650 кВт) на 4420 м на 2-й и 2050 л. с. (1510 кВт) на 6400 м на 3-й.

## Применение

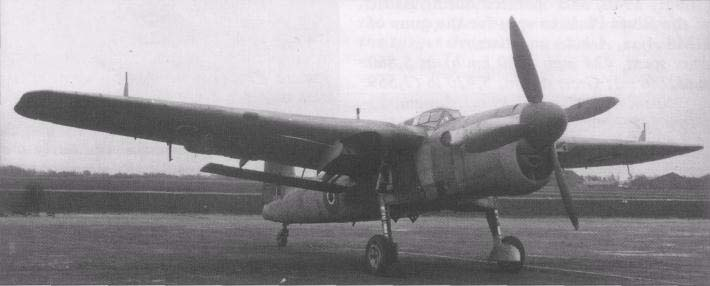
Торпедоносец Fairey Barracuda Mk III

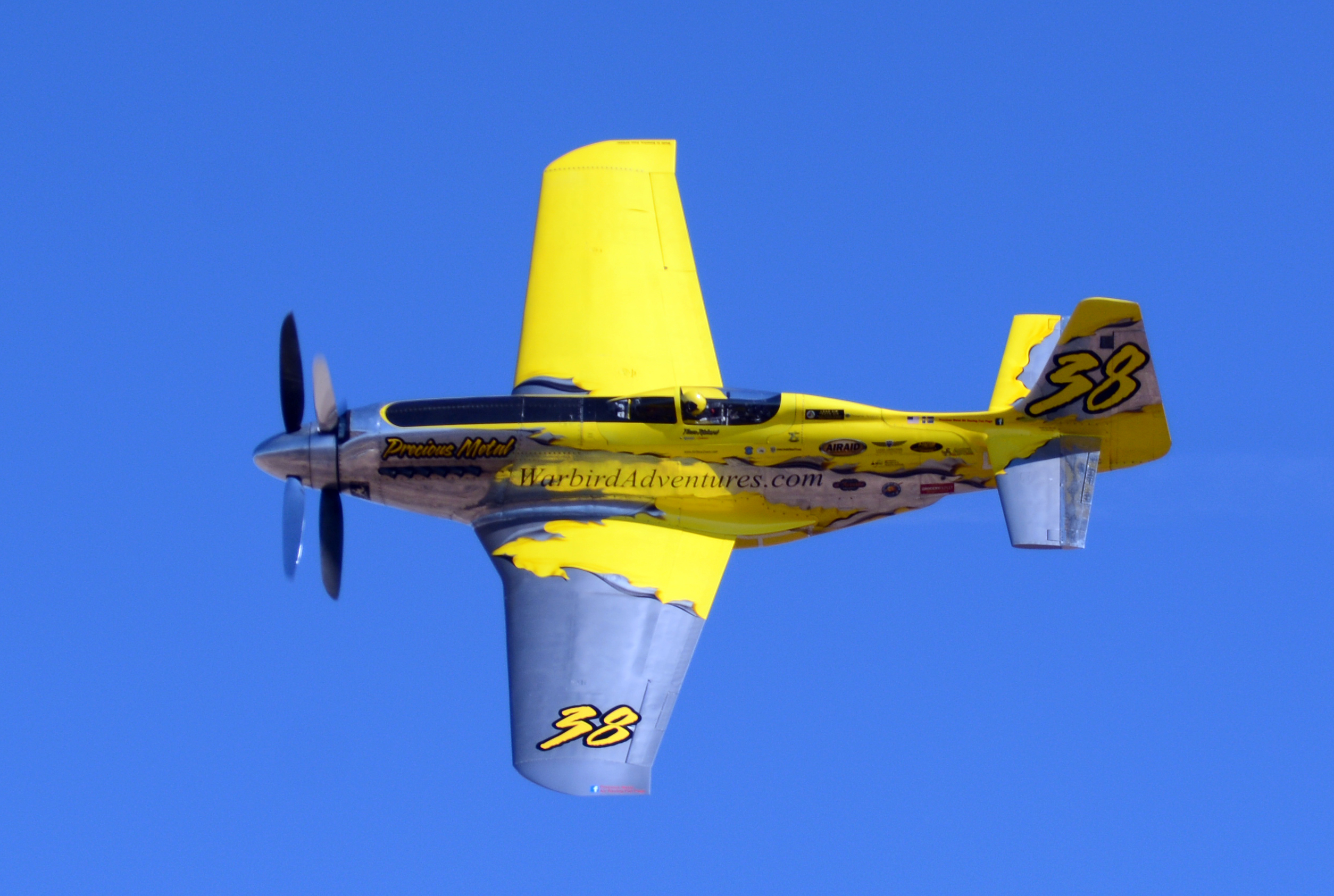
«Драгоценный металл» с мотором Griffon 57A на чемпионате в Рино (2014 г.)

Griffon использовался на многих типах британских военных самолётов, хотя не для всех из перечисленных ниже он был основным типом двигателя:
- Avro Shackleton[nb 4]
- Blackburn B-54
- Bristol Beaufighter
- CAC CA-15
- Fairey Barracuda
- Fairey Firefly
- Folland Fo.108
- Hawker Fury[nb 5]
- Hawker Henley [nb 6]
- Hawker Tempest Mk III/IV
- Martin-Baker MB 5
- Supermarine Seafang
- Supermarine Seafire
- Supermarine Seagull
- Supermarine Spiteful
- Supermarine Spitfire

### Гоночные самолёты
На чемпионате по воздушным гонкам в Рино принимали участие несколько самолётов на базе North American P-51 Mustang, оснащённых двигателями Griffon. Среди них «Красный барон» (NL7715C), «Драгоценный металл» (N6WJ) и «Мисс Эшли II» (N57LR, гибридная конструкция с фюзеляжем P-51, плоскостями и оперением Learjet). Все они использовали винтомоторные установки с трёхлопастными соосными винтами, снятые с Avro Shackleton. «Красный барон» знаменит тем, что в 1979-1989 гг. ему принадлежал мировой рекорд скорости для поршневого самолёта на 3-километровом отрезке – 803,09 км/ч.

### Другие виды техники
В 1980 г. глиссер «Мисс Будвайзер» с двигателем Griffon вышел победителем в гонке по замкнутому маршруту. Это было последней победой глиссера с поршневым двигателем, после чего преимущество в подобных состязаниях окончательно перешло к турбовальным силовым установкам.
Griffon находит применение также в современных тракторных гонках, причём некоторые машины могут оснащаться парой моторов, форсированных до 3500 л. с. (2600 кВт) каждый.

## Сохранившиеся образцы

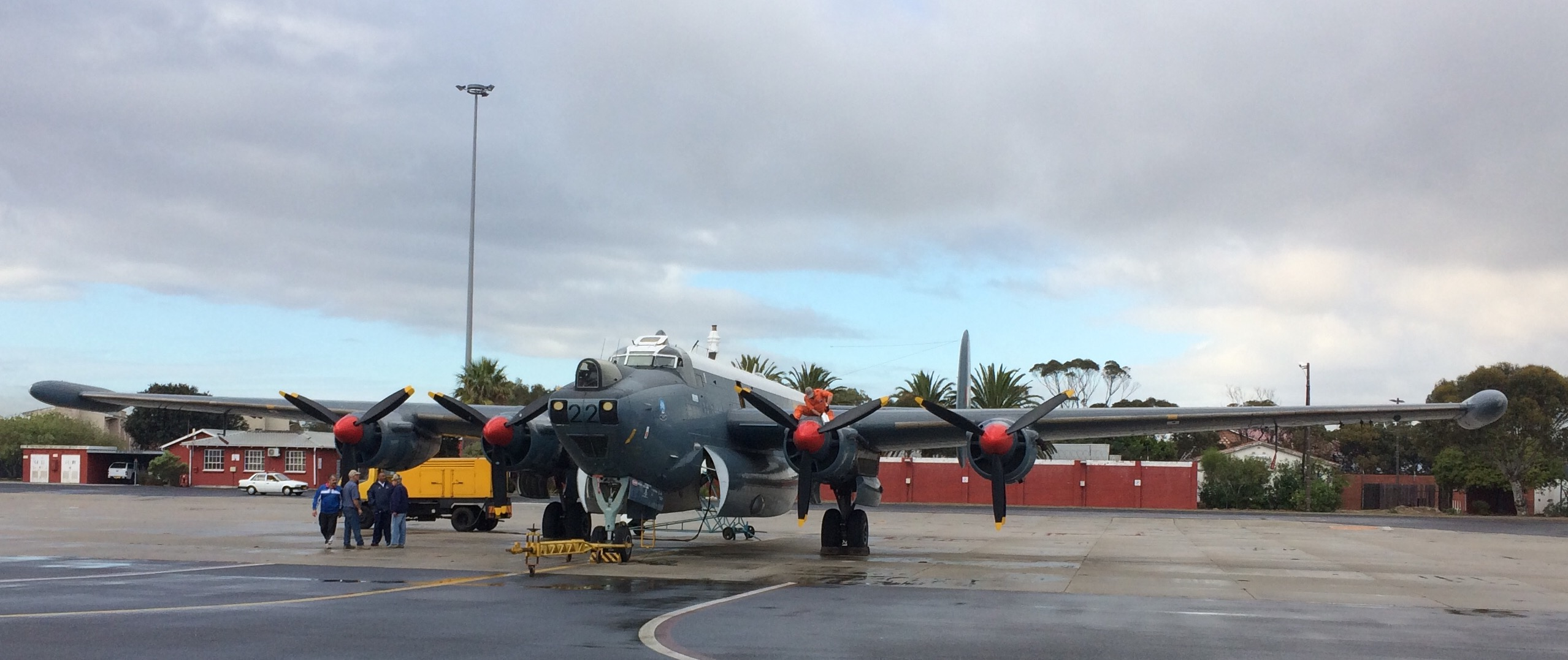
Запуск двигателей Avro Shackleton Mk 3 (бортовой номер 1722, также известен как Pelican 22) на авиабазе Айстерплатт 27 мая 2017 г.

Моторы Griffon продолжают эксплуатироваться всюду, где сохранились в лётном состоянии Fairey Firefly и Spitfire последних серий. В Королевских ВВС самым активным эксплуатантом является Мемориальная эскадрилья Битвы за Британию.
Единственный лётный экземпляр Avro Shackleton находится на авиабазе Айстерплатт в ЮАР. Однако ещё как минимум один самолёт этого типа, планер которого пригоден для полётов, находится в авиационном музее в Гартвике, а другой восстанавливают в аэропорту Ковентри и должен полететь в скором времени.

## Музейные экспонаты
Griffon выставлены на всеобщее обозрение во многих авиационных музеях мира, среди которых:
- Канадский атлантический авиационный музей
- Бурленмотский авиационный музей
- Авиационный музей в Киссимми
- Мидлендский авиационный музей
- Музей королевских военно-воздушных сил в Лондоне
- Фонд наследия Роллс-Ройс[англ.] в Дерби
- Коллекция Шаттлворта[англ.]
- Военно-воздушный Музей Южно-Африканской Республики[англ.] в Айстерплатт
- Авиационный музей Стоунхендж (Фортин, штат Монтана)
- Музей военной авиации в Тангмере
- Музейный центр Бирмингема

## Спецификация (Griffon 65)
Согласно Lumsden и «The Aeroplane»

### Основные характеристики
- Тип: четырёхтактный, 12-цилиндровый, жидкостного охлаждения, V-образный с углом развала блоков 60°
- Диаметр цилиндра: 152,4 мм
- Ход поршня: 167,6 мм
- Объём двигателя: 36,7 л
- Длина: 2057,4 мм
- Ширина: 769,6 мм
- Высота: 1168,4 мм
- Сухой вес: 898 кг

### Особенности функционирования
- Клапаны: SOHC, 2 впускных и 2 впускных клапана на цилиндр, выпускные клапаны заполнены натрием
- Компрессор: двухступенчатый двухскоростной ПЦН с жидкостным интеркулером после второй ступени, управление наддувом автоматизировано и осуществляется ручкой газа
- Топливная система: трёхдиффузорный инжекторный карбюратор[англ.] с восходящим потоком и автоматической коррекцией смеси фирмы Bendix-Stromberg
- Тип топлива: бензин с октановым числом 100 (с января 1945 г. 150)
- Система смазки: циркуляционная («сухой» картер) с одним нагнетающим и двумя откачивающими насосами
- Система охлаждения: жидкостная, с избыточным давлением, смесь 70% воды и 30% этиленгликоля; интеркулер имел независимый контур с тем же составом смеси

### Производительность
- Выходная мощность: 

  - 2035 л. с. (1497 кВт) при 2750 об/мин. на высоте 2135 м (1-я скорость нагнетателя – наддув 124 кПа)
  - 2220 л. с. (1630 кВт) при 2750 об/мин. на высоте 3355 м. (2-я скорость нагнетателя – наддув 165 кПа, 150-октановый бензин)
  - 1820 л. с. (1340 кВт) при 2750 об/мин. на высоте на высоте 6400 м
- Удельная мощность: 56,3 л.с./л (41,4 кВт/л)
- Степень сжатия: 6:1
- Удельная мощность по весу: 2,3 л.с./кг (1,7 кВт/кг)